# Bicaz (flod)
Bicaz (ungarsk: Békás-patak) er en højre biflod til floden Bistrița i Rumænien. Dens udspring er i Hășmaș-bjergene. Dens øverste løb, opstrøms fra Lacul Roșu (Røde Sø), kaldes også Vereșchiu. Andre bifloder til Lacul Roșu er Pârâul Oii (Oaia), Licoș og Suhard. Den løber ud i Bistrița i byen Bicaz.  Den er 39 km lang og har et afvandingsområde på 566 km².
De vigtigste bifloder til floden er:
- Bifloder fra  venstre: Licoș, Suhard, Cupaș, Lapoș, Șugău, Țepeșeni, Capra (eller Pârâul Jidanului), Chișirig, Pârâul Izvorului, Neagra, Tașca, Hamzoaia
- Bifloder fra højre: Pârâul Oii, Bicăjel, Bardoș, Surduc, Dămuc, Ticoș, Floarea, Secu

Bicazkløften er en del af Cheile Bicazului-Hășmaș National Park.